# 7587 Weckmann
7587 Weckmann (1992 CF3) là một tiểu hành tinh vành đai chính được phát hiện ngày 2 tháng 2 năm 1992 bởi E. W. Elst ở La Silla.